# Đồ Long đao
Đồ Long Đao là món vũ khí được vợ chồng Quách Tĩnh và Hoàng Dung rèn lại từ thanh "Huyền Thiết Trọng Kiếm" (thanh kiếm mà Dương Quá đã lấy được từ Mộ kiếm của Độc cô cầu bại), cùng với một số khoáng thạch quý. Đồ Long đao được mô tả là một thanh đao to bản, đen trũi, nặng hơn trăm cân, tuy thô kệch nhưng rất sắc bén. Theo nhà văn Kim Dung thì Quách Tĩnh có hai cuốn bí kíp đó là thuật đánh quân (Vũ Mục di thư) và Cửu Âm chân kinh. Vũ Mục di thư được Quách Tĩnh và Hoàng Dung cất giấu trong Đồ Long Đao còn bí kíp Cửu Âm chân kinh thì được cất giấu trong Ỷ Thiên Kiếm.
Trong tiểu thuyết Ỷ thiên Đồ long ký, Đồ Long Đao chính là nguyên nhân gây nên những tranh chấp trong chốn võ lâm, người ta đồn rằng ai sở hữu được thanh đao Đồ Long Đao thì có thể làm Minh chủ võ lâm, có quyền hiệu lệnh thiên hạ theo như câu nói:
"Võ lâm chí tôn, bảo đao Đồ Long, hiệu lệnh thiên hạ, mạc cảm bất tòng. Ỷ Thiên bất xuất, thùy dữ tranh phong." (Bảo đao Đồ Long là  võ lâm chí tôn, có thể hiệu lệnh thiên hạ, nếu Ỷ thiên kiếm không xuất hiện, lấy gì tranh tài?)
Sau này cả Đồ Long đao và Ỷ Thiên kiếm bị Chu Chỉ Nhược dùng kế đánh cắp được từ tay của Kim Mao Sư Vương Tạ Tốn (nghĩa phụ của Trương Vô Kỵ) và con gái của Nhữ Dương Vương là Triệu Mẫn quận chúa. Chu Chỉ Nhược đập gãy đao kiếm và sở hữu được bí kíp của Cửu Âm chân kinh, tuy nhiên vì nóng lòng luyện cấp tốc nên không thể đạt thành tựu.
Đồ Long đao bị gãy làm đôi, đã được đệ tử Minh giáo gia công rèn lại, cuối cùng Trương Vô Kỵ chính là người sở hữu Đồ Long đao, dùng nó để hiệu lệnh thiên hạ, cùng chung sức chống giặc quân Nguyên xâm lược. Cuối truyện Trương Vô Kỵ và Triệu Mẫn cùng nhau quy ẩn giang hồ, Đồ Long đao cũng từ đó biệt tích.